# Tous vedettes !
Pour plus de détails, voir Fiche technique et Distribution.
Tous vedettes ! est un film musical français, écrit et réalisé par Michel Lang en 1979, et sorti sur les écrans en janvier 1980.

## Synopsis
Trois élèves du Conservatoire décident de monter une comédie musicale "futuriste" supposée leur ouvrir la voie royale de Broadway. Tandis que le plus débrouillard des trois (Claude Swieca) s'évertue à décrocher une commandite de son beau-père, dentiste cossu (Daniel Ceccaldi), et que le tombeur de la bande (Jérôme Foulon) succombe au charme discret de l'ingénue de service (Françoise Pinaud), le compositeur du spectacle (Rémi Laurent) s'éprend de la mère (Leslie Caron) de sa jeune camarade (Kitty Kortes-Lynch), une ancienne vedette hollywoodienne d'origine française. C'est cette dernière et son ex-mari (Robert Webber), producteur aux États-Unis, qui au terme d'une représentation-catastrophe, uniront leurs efforts afin de permettre à toute la bande de partir, du bon pied cette fois, à l'assaut de son rêve américain.

## Fiche technique
- Titre original : Tous vedettes
- Réalisation, scénario, dialogues : Michel Lang
- Assistant réalisateur : Jean Couturier
- Scénario : Michel Lang
- Production : Marcel Dassault et Alain Poiré pour la Gaumont
- Images : Daniel Gaudry
- Musique : Mort Shuman
- Paroles : Claude Lemesle, Michel Lang
- Chorégraphie : Christiane Casanova
- Décors : Bernard Evein
- Son : Alain Sempé
- Montage : Hélène Plemiannikov
- Pays de production : France
- Date de sortie : 
  - France : 10 janvier 1980

## Distribution
- Leslie Caron : Lucille
- Daniel Ceccaldi : Jean-Paul
- Kitty Kortes-Lynch : Audrey
- Rémi Laurent : Laurent
- Françoise Pinaud : Elisa
- Jérôme Foulon : Stéphane
- Claude Swieca : Olivier
- Robert Webber : Harry
- Robert Dalban : le serveur
- Henri Courseaux : Charles-Henri, le soupirant d'Elisa
- Brigitte Feberg : Agathe, la petite-amie d'Olivier et fille de Jean-Paul
- Christine Aurel
- Brigitte Chamarande
- Nicole Desailly
- Colette Mareuil
- Joëlle Robin
- Jean-Marie Vauclin
- Gésip Légitimus
- Édith Ker

## A propos
La comédienne interprétant le personnage de Jocelyne Dutour, amie danseuse d'Elisa travaillant au Paradis Latin, n'est pas clairement créditée au générique. Elle partage pourtant un numéro chanté-dansé avec Françoise Pinaud, "S'il doit y en avoir une", qui n'apparaît pas non plus sur la bande originale officielle du film.